# Apedemak

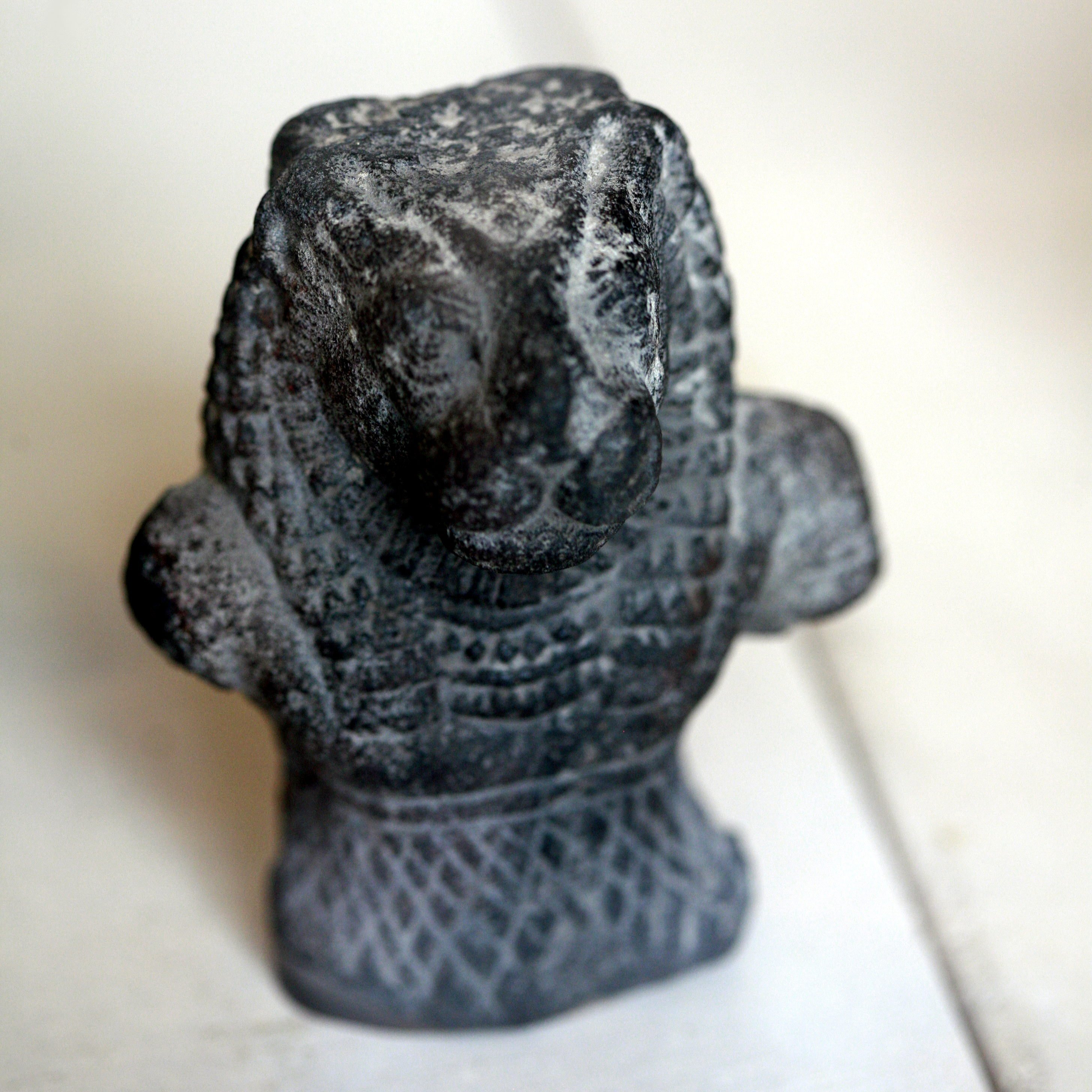
Statuetta di Apedemak

Apedemak (anche Apademak) è una divinità nubiana della guerra appartenente alla religione dell'antico Egitto, venerata dai Meroiti. Secondo la mitologia nubiana, che ignorava il mito di Osiride, Apedemak era sposo di Iside.

## Descrizione
Nel tempio di Naqa è dipinto come un leone avente tre teste e quattro braccia, ma altre volte è dipinto anche con una sola testa da leone.

## Culto
Nella regione di Butana gli sono dedicati vari templi: Naqa, Meroe e Musawarat, che sembra essere il suo principale luogo di culto.